# 鄔光亜
鄔光亜（お こうあ、邬光亚、Wu Guangya、1990年7月31日 - ）は、中国の囲碁棋士。遼寧省遼陽市出身、中国囲棋協会に所属、七段。リコー杯囲棋戦準優勝、三星火災杯世界囲碁マスターズベスト4など。

## 経歴
2003年初段。2004年二段。2005年富士通杯U15少年囲棋戦ベスト4、三段。2007年リコー杯新秀戦優勝、四段。2009年招商銀行杯ベスト8、五段。2010年天元戦ベスト4、威孚房開杯棋王戦ベスト8、六段。2011年新人王戦ベスト4、天元戦ベスト8。BCカード杯出場しベスト32。2013年Mlily夢百合杯ベスト8。同年三星火災杯でベスト4進出、準決勝で李世乭に1-2で敗れる。2014年リコー杯囲棋戦準優勝。2015年Mlily夢百合杯ベスト16。
2016年倡棋杯ベスト4。2018年七段。
甲級リーグは2005年から大連チームで出場、2012年から貴州チーム所属。中国棋士ランキングでは2013年16位。
2015年の甲級リーグの黄雲嵩（江蘇）戦で4コウ無勝負となった。

### 主な成績
国際棋戦
- 三星火災杯世界囲碁マスターズ 2013年ベスト4（○徐奉洙、×唐韋星、○徐奉洙、○李軒豪、○安成浚、1-2李世乭）
- Mlily夢百合杯世界囲碁オープン戦 2013年ベスト8（○張立、○安冬旭、○胡躍峰、×王檄）
- 農心辛ラーメン杯世界囲碁最強戦 2015年 1-1（○一力遼、×崔哲瀚）

国内棋戦
- リコー杯新秀戦 優勝 2007年
- リコー杯囲棋戦 準優勝 2014年
- 中国囲棋甲級リーグ戦
  - 2005年（大連上方）3-5
  - 2006年（北京麒麟至誠）
  - 2007年乙級（平煤集団）
  - 2008年乙級（平煤集団）
  - 2009年乙級（中平能化）
  - 2010年乙級（中平能化）
  - 2011年（平煤神馬集団）9-13
  - 2012年（貴州百霊）7-8
  - 2013年（貴州百霊）9-8
  - 2014年（貴州百霊）6-8
  - 2015年（蘇泊爾杭州）15-7
  - 2016年（蘇泊爾杭州）11-10
  - 2017年（蘇泊爾杭州）5-10
  - 2018年（竜元明城杭州）11-12
  - 2019年（竜元明城杭州）7-5
  - 2020年（竜元明城杭州）4-7
  - 2021年（衢州爛柯）1-5